# Festival da Canção 1989
Das 26. Festival da Canção fand am 7. März 1989 im Teatro Garcia de Resende in Évora statt. Der ausstrahlende Sender war Rádio e Televisão de Portugal. Gleichzeitig diente es als portugiesischer Vorentscheid für den Eurovision Song Contest 1989 in der Schweiz. Das Finale fand mit 5 Teilnehmern statt und moderiert wurde der Abend von Manuela Carlos und António Vitorino de Almeida.
Nach der enttäuschenden Platzierung beim vergangenen Eurovision Song Contest entschied man sich beim Sender RTP zum ursprünglichen Vorentscheid Festival da Canção zurückzukehren. Gewinner und damit Vertreter Portugals beim Eurovision Song Contest in Lausanne wurde die Band Da Vinci, die mit ihrem Song Conquistador im Finale den 16. von 22. Plätzen erreichte.

## Teilnehmer
Finale
| Startnr. | Interpret         | Lied                      | Musik und Text                                                 | Rang | Punkte |
| -------- | ----------------- | ------------------------- | -------------------------------------------------------------- | ---- | ------ |
| 1.       | Marina Mota       | Partir de mim             | T/M: Luís Filipe                                               | 2.   | 87     |
| 2.       | Eccos             | Assim recordo-me de ti    | T: Francisco Teotónio Pereira, Jan van Dijck; M: Jan van Dijck | 3.   | 59     |
| 3.       | Lenita Gentil     | Canção de roda e fantasia | T: António Prata; M: João Cavadinhas                           | 5.   | 31     |
| 4.       | José Alberto Reis | Palavras cruzadas         | T/M: Carlos Paião                                              | 4.   | 54     |
| 5.       | Da Vinci          | Conquistador              | T: Pedro Luís; M: Ricardo                                      | 1.   | 121    |